# 鴻巣市立鴻巣南小学校
鴻巣市立鴻巣南小学校（こうのすしりつ こうのすみなみしょうがっこう）は、埼玉県鴻巣市本町八丁目にある市立小学校。2016年5月現在の児童数は478人。

## 校区
- 本町五丁目（一部）・七丁目（一部）・八丁目[3]
- 人形一〜四丁目
- 富士見町
- 栄町（一部）
- 大間四丁目（一部）
- 滝馬室（一部）
- 原馬室（一部）
- 氷川町（一部）
- 逆川一・二丁目

## アクセス
JR高崎線鴻巣駅東口より徒歩8分